# Harald Fritzsche
Harald Fritzsche (* 10. September 1937 in Neustadt (Orla); † 22. Mai 2008 in Jena) war ein deutscher Torhüter. In der höchsten Spielklasse des DDR-Fußballs, der Oberliga, spielte er für den SC Motor und dessen Nachfolger FC Carl Zeiss Jena. Fritzsche bestritt acht Partien für die DDR-A-Nationalelf.

## Sportliche Laufbahn

### Gemeinschafts- und Clubstationen
Bis 1955 stand Fritzsche im Tor der Nachwuchsmannschaften der heimatlichen BSG Motor Neustadt (Orla). Da er in dieser Zeit zum Kader der DDR-Juniorenauswahl gehörte, wurde er nach Ende der Saison 1954/55 zur Fußballabteilung des wenige Monate zuvor neu gegründeten Sportclub Motor Jena delegiert, da dort für ihn bessere Förderungsmöglichkeiten vorhanden waren. In der 1. Mannschaft des SC Motor hatte er im Herbst 1955 in der Übergangsrunde der zweitklassigen I. DDR-Liga debütiert.
Trotz ihres hervorgehobenen Status als Sportclub spielten die Jenaer 1956 nach ihrem Oberligaabstieg 1953 bereits ihre dritte komplette Saison in der Zweitklassigkeit. Die Mannschaft war jedoch durch so talentierte Spieler wie Roland Ducke, Horst Kirsch und Helmut Müller verstärkt worden und hatten immer noch den Ex-Nationalspieler Karl Schnieke in ihren Reihen, sodass in diesem Jahr der Aufstieg in die DDR-Oberliga, der höchsten DDR-Fußballklasse, gelang. Torwart Fritzsche hatte in dieser Saison bereits in zehn Spielen mitgewirkt. Motor Jena etablierte sich schnell in der Oberliga, wurde 1958 bereits DDR-Vizemeister, und 1960 konnte Fritzsche, der inzwischen Wolfgang Brünner als Stammtorwart abgelöst hatte, mit dem Gewinn des DDR-Fußballpokals seinen ersten Titelgewinn feiern.
In der Oberliga gewann der SC Motor Jena 1963 seinen ersten Meistertitel. Fritzsche hatte alle 26 Punktspiele mitgemacht und dafür gesorgt, dass seine Mannschaft mit nur 22 Gegentreffern auch in dieser Hinsicht das beste Oberligateam geworden war. 1965 verpasste Fritzsche seinen drittel Titel, als mit dem SC Motor im Pokalfinale gegen den SC Aufbau Magdeburg mit 1:2 unterlag. Seine letztes Oberligaspiel bestritt er am 17. Spieltag der Saison 1965/66, als er sich in der Begegnung bei der BSG Chemie Leipzig eine schwere Nierenverletzung zuzog. Trotz einem Krankenhaus von einem Dreivierteljahr versuchte Fritzsche zurückzukommen, aber in der 1. Mannschaft der Jenaer wurde der frühere Auswahltorsteher nicht mehr in Punktspielen eingesetzt. Ein Comeback in der FCC-Reserve in der Liga blieb Episode, sodass er seine Karriere im höherklassigen DDR-Fußball Ende der 1960er-Jahre beendete. Er hatte in Jena in 243 Pflichtspielen im Tor gestanden, darunter waren neben zehn Europapokalpartien auch 181 Oberligabegegnungen.

### Auswahleinsätze
Der Torsteher von Motor Neustadt (Orla) zählte schon im Frühjahr 1955 zum Kader der ostdeutschen Juniorenauswahl, die aber aufgrund einer Einreiseverweigerung nicht am UEFA-Juniorenturnier in Italien teilnehmen durfte. Im Juli 1955 absolvierte Fritzsche dann sein erstes U18-Länderspiel, dem bis 1956 weitere acht Einsätze in dieser Auswahl folgten. Mit der ostdeutschen U-18 weilte er der inzwischen bei Moror Jena zwischen den Pfosten stehende Torhüter im Frühjahr 1956 dann bei der inoffiziellen Europameisterschaft dieser Altersklasse in Ungarn und belegte in der Vorrundengruppe D von vier Teams den 3. Rang.
Bis Ende der 1950er-Jahre bestritt Fritzsche sechs Spiele in der DDR-Nachwuchsauswahl und rückte im Dezember 1960 in die ostdeutsche B-Nationalmannschaft auf. Nachdem er hier zunächst in sechs Spielen mitgewirkt hatte, berief ihn Nationaltrainer Károly Soos für die Begegnung Jugoslawien – DDR am 16. Mai 1962 erstmals in die A-Nationalmannschaft. Fritzsche trat die Nachfolge von Karl-Heinz Spickenagel an und war bis 1964 Stammtorwart der Nationalmannschaft. Mit seinem letzten Länderspiel am 23. Februar 1964 hatte er acht der letzten 16 Begegnungen der DDR-Auswahl zwischen den Pfosten absolviert. 1965 wurde Fritzsche noch einmal, seine siebente Begegnung für dieses Team, in der B-Auswahl des DFV aufgeboten.

## Weiterer Werdegang
Als Torwarttrainer beim aus dem SC Motor entstandenen FC Carl Zeiss Jena sorgte Fritzsche später dafür, dass mit Wolfgang Blochwitz, Hans-Ulrich Grapenthin und Perry Bräutigam auch weiterhin Nationalspieler im Tor der Jenaer standen. Auch im Alter hielt Fritzsche dem FC Carl Zeiss die Treue und wurde vom Club 1987 für seine Verdienste mit der „Ehrennadel in Gold“ ausgezeichnet. Er starb 2008 im Alter von 70 Jahren in Jena.

## Auszeichnungen
1966: Meister des Sports